# 第四紀学
第四紀学（だいよんきがく、だいしきがく、英語: quaternary research）は第四紀に関する総合的な研究を行う、自然科学の学問分野である。第四紀研究とも言われている。第四紀学は、第四紀に発生した現象やそれらの相互関係の解明を目標とする。対象範囲は、地質、岩石、動植物、気候、土壌、地球物理、環境、氷河など広範に及ぶ。
第四紀は地質年代では一番新しい時期であり、化石の変遷を基準にした地質区分では第四番目に位置付けられ、過去の異なる環境下での生態や、気候状況、地質状況などの調査・解明がもっとも行いやすくかつ一番はっきりと分かる時代、この時代の自然環境の実態と今日の環境実態との変遷をたどる事により、我々の置かれている自然環境を客観的に把握する事ができるというのがなによりもこの分野の意義である。
地球温暖化の問題、動物の絶滅過程、古地形、古環境の復元など応用範囲・隣接分野も幅広く、この分野に関心が向けられる範囲は気象学、地質学、地球物理学、自然地理学、考古学、環境学、人類学など自然科学の広範囲に及んでいる。
また、この第四紀は人類が誕生し、現在の人間に到るという「人類の時代」でもあり、人類がどのような環境下で進化を遂げてきたかを見ることにもなり、古代文明の発祥を考える上でも、大きな役割を果たすことが期待されている。